# Еллісон Іраета
Еллісон Іраета (англ. Allison Iraheta; нар. 27 квітня 1992, Глендейл, Каліфорнія, США) — американська поп-рок-співачка. Стала відомою після участі у 8-му сезоні американського співочого реаліті-шоу American Idol, у якому зайняла четверте місце. Після відходу від шоу Іраета підписала контракт із лейблами 19 Entertainment та Jive Records. Її дебютний студійний альбом "Just Like You" вийшов у грудні 2009 року. У 2013 році заснувала гурт Halo Circus, в якому є провідною вокалісткою.

## Життєпис
Еллісон Іраета народилася 27 квітня 1992 року в Глендейл штату Каліфорнія.

## Нагороди та номінації
| Рік  | Нагорода           | Категорія                                             | Результат |
| ---- | ------------------ | ----------------------------------------------------- | --------- |
| 2009 | Teen Choice Awards | Choice Summer Tour (shared with American Idol Top 10) | Номінація |

## Дискографія
Студійні альбоми
- 2009: Just Like You

Сингли
- 2009: Friday I'll Be Over U"
- 2010: Scars
- 2010: Don't Waste the Pretty

### Halo Circus
Студійні альбоми
- 2016: Bunny
- 2017: Robots and Wranglers